# Laccophilus rotundatus
Laccophilus rotundatus är en skalbaggsart som beskrevs av Sharp 1882. Laccophilus rotundatus ingår i släktet Laccophilus och familjen dykare. Inga underarter finns listade i Catalogue of Life.